# Seelandbrug
De Seelandbrug (Deens: Sjællandsbroen) is een brug in Kopenhagen, de hoofdstad van Denemarken. De brug verbindt sinds 1 maart 1959 de Deense eilanden Seeland en Amager met elkaar. De Seelandbrug diende oorspronkelijk als inprikker van het landelijke wegennet naar het centrum van Kopenhagen. 
In 1983 werd de Amagermotorvejen geopend. Deze autosnelweg verbond de ringwegen van Kopenhagen met het centrum. Later werd de brug verbreed en werd er een spoorlijn overheen aangelegd. Dit werd gedaan voor de aanleg van de Sontbrug naar Zweden. Sindsdien is de Seelandbrug een belangrijke schakel in het wegennet van Scandinavië.